# Снежана (женский футбольный клуб)
«Снежана» — ранее существовавший российский женский футбольный клуб из Люберец. Основан в 1989 году. На высшем уровне в чемпионате России играл в 1992 и 1994 годах. Высшее достижение — девятое место в 1994 году.
В 1995 году клуб прекратил участие в соревнованиях по большому футболу, отказавшись от участия в Высшей лиге после четырёх сыгранных матчей. В том же году на базе клуба была создана мини-футбольная команда (впоследствии — «Снежана-Котельники»), неоднократный чемпион и призёр чемпионата России.

## Достижения

### Титульные
Чемпионат России
- 9-е место — 1994

Кубок России
- ¼ финала — 1995

Чемпионат России по мини-футболу
- Чемпион (2) — 1995/1996, 1996/1997
- Серебряный призер (5) — 2000/2001, 2002/2003, 2003/2004, 2004/2005, 2010/2011
- Бронзовый призер (7) — 1997/1998, 1999/2000, 2001/2002, 2005/2006, 2009/2010, 2011/2012, 2014/2015

### Матчевые
самые крупные победы
- 6:0 над «Россией» в Высшей лиге в 1994 году

самые крупные поражения
- 0:9 от «Энергии» в Высшей лиге в 1994 году
- 0:3 от «Чертаново-СКИФ» в Кубке в 1994 году

## Тренеры
- Черепушкин Сергей Васильевич

## Статистика выступлений (Чемпионаты СССР и России)
без учёта мячей забитых в сериях послематчевых пенальти
с учётом технических результатов

| Сезон                             | Чемпионат СССР                    | Чемпионат СССР                    | Чемпионат СССР                    | Чемпионат СССР | Чемпионат СССР | Чемпионат СССР | Чемпионат СССР | Чемпионат СССР | Чемпионат СССР | Чемпионат СССР | Чемпионат СССР | Кубок         | Источники   |
| Сезон                             | Лига                              | Этап                              | Место                             | И              | В              | Н              | П              | МЗ             | МП             | РМ             | О              | Кубок         | Источники   |
| --------------------------------- | --------------------------------- | --------------------------------- | --------------------------------- | -------------- | -------------- | -------------- | -------------- | -------------- | -------------- | -------------- | -------------- | ------------- | ----------- |
| 1990                              | Первая лига                       | Вторая зона                       | 9 из 12                           | 22             | 5              | 5              | 12             | 7              | 30             | -23            | 15             | не проводился | [ 2 ] [ 3 ] |
| 1991                              | Первая лига                       | Вторая зона                       | 3 из 8                            | 14             | 6              | 4              | 4              | 23             | 14             | +9             | 16             | не участвовал | [ 2 ] [ 4 ] |
|                                   | Чемпионат России                  |                                   |                                   |                |                |                |                |                |                |                |                |               |             |
| 1992                              | Высшая лига                       | —                                 | 14 из 15                          | 28             | 3              | 4              | 21             | 12             | 73             | -61            | 10             | ⅛ финала      | [ 2 ] [ 5 ] |
| 1993                              | Первая лига                       | —                                 | 1 из 11                           | 20             | 13             | 5              | 2              | 38             | 7              | +31            | 31             | ⅛ финала      | [ 2 ] [ 6 ] |
| 1994                              | Высшая лига                       | —                                 | 9 из 12                           | 22             | 5              | 4              | 13             | 15             | 38             | -23            | 12             | ⅛ финала      | [ 7 ]       |
| 1995                              | Высшая лига                       | —                                 | снялся                            | —              | —              | —              | —              | —              | —              | —              | —              | ¼ финала      | [ 8 ]       |
| Итого Первая лига СССР (2 сезона) | Итого Первая лига СССР (2 сезона) | Итого Первая лига СССР (2 сезона) | Итого Первая лига СССР (2 сезона) | 36             | 11             | 9              | 16             | 30             | 44             | -14            |                |               |             |
| Итого Высшая лига (2 сезона)      | Итого Высшая лига (2 сезона)      | Итого Высшая лига (2 сезона)      | Итого Высшая лига (2 сезона)      | 50             | 8              | 8              | 34             | 27             | 111            | -84            |                |               |             |
| Итого Первая лига (1 сезон)       | Итого Первая лига (1 сезон)       | Итого Первая лига (1 сезон)       | Итого Первая лига (1 сезон)       | 20             | 13             | 5              | 2              | 38             | 7              | +31            |                |               |             |
| Всего                             | Всего                             | Всего                             | Всего                             | 106            | 32             | 22             | 52             | 95             | 162            | -67            |                |               |             |

1. 1 2 3 4 5  в сезонах 1989—1994 очки начислялись таким образом: 2 очка за победу, 1 за ничью и 0 за поражение
2. ↑  в сезоне 1994 со «Снежаны» были сняты 2 очка за неявку на матчи с «Сибирячкой» и «Ладой»
3. ↑  в сезоне 1995 «Снежана», проведя 4 матча, снялась с соревнований и перешла в Чемпионат России по мини-футболу 1995/96

Лучшие бомбардиры клуба за сезон
| Сезон | Бомбардир                                 |
| ----- | ----------------------------------------- |
| 1994  | -4 Н.Ульянова, -3 Т.Нестерова и О.Себрина |
| 1995  | Н.Ульянова и О.Себрина                    |

### Кубок России
без учёта мячей забитых в сериях послематчевых пенальти
без учёта технических результатов

| Сезон             | Кубок России | Кубок России | Кубок России | Кубок России | Кубок России | Кубок России | Кубок России | Кубок России |
| Сезон             | И            | В            | Н            | П            | МЗ           | МП           | РМ           | Итог         |
| ----------------- | ------------ | ------------ | ------------ | ------------ | ------------ | ------------ | ------------ | ------------ |
| 1992              | 2            | 0            | 1            | 1            | 1            | 3            | -2           | ⅛ финала     |
| 1993              | 2            | 0            | 1            | 1            | 0            | 1            | -1           | ⅛ финала     |
| 1994              | 2            | 0            | 1            | 1            | 1            | 4            | -3           | ⅛ финала     |
| 1995              | 1            | 0            | 1            | 0            | 0            | 0            | 0            | ¼ финала     |
| Итого за 4 сезона | 7            | 0            | 4            | 3            | 2            | 8            | -6           |              |

1. ↑  в сезоне 1995 «Снежана» снялась после 1/8 финала

- 1992 | 1/16 | Снежана — Локомотив (Москва) 0:0 (по пен. 2:1)
- 1992 | 1/8 | Спартак-Преображение (Москва) — Снежана 3:1  Попова

- 1993 | ОТ | Снежана — Аврора (Санкт-Петербург) 0:0 (по пен. 4:3)
- 1993 | 1/8 | Серп и Молот (Москва) — Снежана 1:0

- 1994 | ОТ | Снежана — Серп и Молот (Москва) 1:1 (по пен. 5:4)  Леонова
- 1994 | 1/8 | Чертаново-СКИФ (Москва) — Снежана 3:0

- 1995 | 1/8 | Сила (Санкт-Петербург) — Снежана 0:0 (по пен. 1:4)
- 1995 | 1/4 | ЦСК ВВС (Самара) — Снежана +:- (неявка)